# Pickalafjärden
Pickalafjärden (finska: Pikkalanselkä) är en fjärd i Finland. Den ligger i landskapet Nyland, i den södra delen av landet, 40 km väster om huvudstaden Helsingfors.
Den ansluter till Pickalaviken och Båtviken i norr och Obbnäsfjärden i söder.